# La guerra de los gigantes
La Ópera escénica deducida de la guerra de los gigantes es una ópera compuesta por Sebastián Durón sobre un libreto anónimo, que se estrenó en Madrid probablemente en 1701, con motivo del anuncio de la boda de Felipe V de España y María Luisa Gabriela de Saboya.

## El libretista
En la única fuente conservada de la obra, ubicada actualmente en la Biblioteca Nacional de España con la signatura M/2278, no aparece indicación alguna en cuanto al autor del libreto. En la probable época del estreno en 1701, estaban activos todos los colaboradores literarios de Sebastián Durón: Francisco de Bances Candamo (1662-1704), José de Cañizares (1676-1750), Antonio de Zamora (1660/64-1728), Juan de Benavides, y el conde de Clavijo, Marcos de Lanuza. Sin embargo, la limitad calidad literaria del libreto y la oscuridad de algunos de sus versos lleva a pensar que la obra fue escrita por un libretista amateur, probablemente José Francisco Sarmiento de Sotomayor y Velasco, V Conde de Salvatierra, quien al parecer encargó la ópera para conmemorar la boda real entre Felipe V y María Luisa de Saboya, probablemente un obsequio con el que buscaba afianzar su candidatura a la obtención de la Grandeza de España. Esta hipótesis se ve, además, afianzada por los últimos versos que canta Júpiter en la ópera, en los que el autor habla a través del personaje para poner de manifiesto y disculparse por el atrevimiento que ha supuesto escribir el libreto; no parece probable, por tanto, que el libreto fuese obra de un autor profesional, pues no consideraría una osadía el haber escrito la obra. Los versos a los que se hace referencia son los siguientes: 

Y pues a la reverente
osadía de mi pluma,
si el empeño le amedrenta,
la obediencia la disculpa.

## La obra
Se desconocen con certeza las circunstancias, el lugar y la fecha en la que se representó esta ópera, aunque con toda probabilidad fuese compuesta para celebrar el anuncio de la boda real entre el rey Felipe V de España y María Luisa Gabriela de Saboya en 1701. Esta hipótesis se ve sustentada por el hecho de que en la Introducción de la ópera se aluda a la novia con el nombre de "Melisa", una contracción de María Luisa, haciendo por tanto referencia a la entonces reina de España.
El argumento está diseñado como una alegoría de la situación política en la Europa del momento, marcada por la Guerra de Sucesión. De esta manera, los cuatro personajes de la ópera simbolizan personajes reales: Hércules, el adalid de los dioses, al rey Felipe V; Júpiter, el rey de los dioses, a Luis XIV de Francia, abuelo de Felipe V; Minerva, la heroína de la historia, a la reina María Luisa de Saboya, esposa de Felipe V, y Palante, el caudillo de los gigantes, al archiduque Carlos de Austria.
Esta obra está considerada como una de las últimas óperas genuinamente españolas, es decir, articulada en tonadas y coplas, antes de la adaptación del nuevo estilo operístico italiano de recitativos y arias que realizará Sebastián Durón en sus producciones posteriores. Su complejidad rítmica es paradigmática. Tan solo aparece un recitado («Y ya que varado el vuelo»), cantado por Júpiter, así como una arieta (coincidiendo con la muerte de Palante: «Ay que el golpe del ceño cruel») y dos minuetes («Ahora sí, sí» y «Cómo hoy no ha de ser trofeo»); esto nos muestra su fuerte característica española junto con el incipiente conocimiento de los procedimientos italianos del recitativo y el aria, así como del estilo francés del minueto, que incorpora probablemente a la obra como guiño al origen francés de Felipe V.

## Personajes
| Personaje | Tesitura |
| --------- | -------- |
| Palante   | Soprano  |
| Júpiter   | Soprano  |
| Minerva   | Soprano  |
| Hércules  | Soprano  |

Además, en la Introducción de la ópera, cuatro tiples interpretan a cuatro alegorías: La Fama, El Tiempo, La Inmortalidad y El Silencio. Ya en la ópera propiamente dicha, los coros de gigantes son interpretados por dos tiples, una contralto y un tenor, siguiendo la distribución típica de la música hispánica del momento. Por su parte, los coros de los dioses están integrados por Júpiter, Minerva y Hércules, más una cuarta voz con tesitura de contralto.

## Argumento
Introducción
Está concebida como una loa encomiástica, en la que cuatro Alegorías realizan un debate de méritos para establecer cuál de ellas es más digna de cantar las alabanzas de los novios cuyo casamiento se celebra. 
Escena primera
Palante, caudillo de los gigantes, convoca a estos para informarles de sus planes de conquistar el Olimpo. Los gigantes le responden (coro a 4 voces) preguntando primero la causa de su llamada y respondiendo después enardecidos a la misma entonando consignas y gritos de guerra.
Escena segunda
Júpiter oye el alboroto de los preparativos de guerra y llama a Minerva, pidéndole que pare su vuelo. A continuación pregunta en el único recitado de la ópera, quien va a hacer frente a los gigantes que se están atreviendo a levantarse contra él. Minerva le responde que ella lo hará, al mismo tiempo que anima a Júpiter. Este presume de su poder y desprecia al enemigo, Minerva le describe a los gigantes. En el dúo, Júpiter manifiesta que se da por enterado del informe de Minerva, pero no le da mucha importancia. Minerva le reprocha el que no muestre preocupación y animosidad contra los gigantes y trata de convencer a Júpiter de contar con la ayuda de Hércules en la contienda. Júpiter se muestra reacio a la idea, al no ser Hércules de naturaleza divina, pero finalmente Minerva logra convencerlo y acude en busca del héroe.
Escena tercera
Aparece el poderoso Hércules blasonando su poder y quejándose de que no tiene con quién demostrarlo: «¿dónde hallaré qué vencer si ya en mis aplausos no hay más que rendir?» Minerva acude en su busca e interrumpe el soliloquio del héroe respondiéndole: «donde hay otro riesgo mayor que rendir». Hércules se sorprende ante la inesperada presencia de Minerva y le pregunta: «¿Quién eres, divina beldad?». Minerva le dice que es «hija del tonante, árbitro bello de Ciencia y valor» y le informa de que pretenden atacarle «la intrépida furia que con nueva injuria es en los Titanes motín y traición». Hércules se enfurece contra los gigantes por la arenga de la bella Minerva y ambos manifiestan su furor en un hermoso dúo. Finaliza esta escena con el primer minueto de esta ópera, en el que Hércules y Minerva continúan mostrando su ardor contra los gigantes. 
Escena cuarta
Se forma el ejército de los dioses a las órdenes de Hércules y de Júpiter, que arengan a sus tropas. Palante hace lo propio con sus gigantes. Comienza la batalla entre los dioses y los gigantes. El ejército de los Dioses comienza a acobardarse. Lo mismo ocurre con los gigantes. Aparece Minerva animando a Júpiter en un breve dúo final: «¡Júpiter viva! ¡Avanza, amor mío, avanza!». Finalmente, los dioses vencen el enfrentamiento y Palante emprende la huida.
Escena quinta
Momento culminante de la ópera. Tras la derrota de los gigantes, Minerva va en busca de Palante, a quien consigue dar muerte clavándole su lanza. herido de muerte, Palante agoniza en un bello lamento. Por su parte, Minerva entona el triunfo.
Escena sexta
Celebración de la victoria de las deidades sobre Palante y los gigantes. El coro de los dioses señala que Minerva cambia su nombre por el de "Palas" (Palas Atenea), como homenaje por haber dado muerte a Palante.

## Recuperaciones en tiempos modernos
El estreno en tiempos modernos de esta ópera tuvo lugar en 1982 en los Encuentros Internacionales de Ópera de Cámara Juvenil de Cuenca, donde fue interpretada por el Coro de Cámara Villa de Madrid bajo la dirección de José María Barquín. Ese mismo año, el Ministerio de Cultura le encarga la grabación de la obra a este mismo grupo, registrándola en doble LP para el sello Dial Discos, Diapasón, junto a un ensemble de profesores de la Orquesta de Radio Televisión Española. En 1985, la obra volvería a ser representada, junto a la ópera Los elementos de Antonio Literes; en esta ocasión, su interpretación se produjo en el marco del Festival Internacional de Música y Danza de Granada, a cargo de este mismo coro y del ensemble de la Orquesta de RTVE, bajo la dirección de nuevo de José María Barquín. Ese año se publicó, además, la primera edición moderna de esta obra, a raíz de la tesis doctoral de Janice Lane Wiberg, en la Universidad de Misuri.
En 2007, el Instituto Complutense de Ciencias Musicales publicó la segunda edición de esta obra, con la transcripción y edición realizada por el profesor Antonio Martín Moreno, de la Universidad de Granada. Tomando como base esta nueva edición de la partitura, la obra volvió a ser registrada en disco en 2012, en este caso para el sello Pan Classics. Esta vez, la ópera fue grabada por el conjunto A Corte Musical, bajo la dirección musical de Rogério Gonçalves y con un elenco vocal integrado por Eva Juárez (Júpiter), Camilla de Falleiro (Hércules), Anna Freivogel (Minerva) y Maria Weiss (Palante). Este mismo conjunto presentó dicha grabación en Grein (Austria), realizando la primera ejecución de la obra fuera de España. Fragmentos de la obra fueron recogidos posteriormente en grabaciones de Hespèrion XXI bajo la dirección de Jordi Savall para el sello Alia Vox.
En 2016, los musicólogos Raúl Angulo Díaz y Antoni Pons Seguí publican una nueva edición crítica de la partitura, en la Cátedra de Filosofía de la Música de la Fundación Gustavo Bueno, incorporando en ella sus recientes descubrimientos con respecto a la posible autoría del libreto de la ópera, así como de la fecha y el contexto del estreno. En 2016, con motivo de la conmemoración del tercer centenario del fallecimiento de Sebastián Durón, el Teatro de la Zarzuela programó la obra por primera vez, en un programa doble que incluía también la ópera El imposible mayor en amor de José de Torres, atribuida erróneamente en ese momento a Durón. En esta ocasión, la obra fue interpretada por la Cappella Mediterránea, bajo la dirección musical de Leonardo García Alarcón y la dirección de escena de Gustavo Tambascio, y con un elenco vocal compuesto por Cristina Alunno (La Fama/Palante), Mercedes Arcuri (El Silencio/Júpiter), Giuseppina Bridelli (El Tiempo/Minerva), Mariana Flores (La Inmortalidad/Hércules), Lucía Martín Cartón (Novia) y Javier Galán (Novio).
En 2017, Raúl Angulo y Antoni Pons publican una nueva edición de la obra, en esta ocasión en la Asociación Ars Hispana de Madrid. Ese mismo año, la obra fue representada de nuevo en el Auditorio Manuel de Falla de Granada, en una producción de la Orquesta Barroca de Granada y el grupo de música antigua Íliber Ensemble. Esta vez, el elenco vocal estuvo integrado por las voces de Raquel Andueza (Minerva), Marta Infante (Palante), Laura Sabatel (Júpiter) y Solomía Antonyak (Hércules), bajo la dirección escénica y audiovisual de Alejandro Gómez, la dirección musical de Darío Moreno y la dirección artística de Darío Tamayo. Al año siguiente, la obra sería interpretada nuevamente por la Orquesta Barroca de Granada e Íliber Ensemble en el castillo de Vélez-Blanco (Almería), en el marco del Festival de Música Renacentista y Barroca de Vélez-Blanco; en esta ocasión, fue ejecutada en versión concierto, con un elenco integrado nuevamente por Marta Infante (Palante), Solomía Antonyak (Hércules), Pilar Alva (La Fama) y Laura Sabatel (La Inmortalidad), a las que se suman nuevas incorporaciones: Eva Juárez (Júpiter), Aurora Peña (Minerva), Soledad Cardoso (El Tiempo) y Olalla Alemán (El Silencio); todos ellos bajo la dirección musical de Darío Moreno y la dirección artística de Darío Tamayo. Tras este concierto, los dos grupos y este mismo elenco registraron de nuevo la obra en CD, tomando como base la edición de la partitura llevada a cabo por los musicólogos de Ars Hispana y con el patrocinio de la Comunidad de Madrid; el disco fue publicado en 2019 en el sello Ibs Classical.

## Discografía
- 1982 - Sebastián Durón: La guerra de los gigantes. Ensemble de la Orquesta de Radio Televisión Española y Coro de Cámara Villa de Madrid. José María Barquín, dirección musical (Diapasón)
- 2012 - Sebastián Durón: La guerra de los gigantes. A Corte Musical. Eva Juárez (Júpiter), Camilla de Falleiro (Hércules), Anna Freivogel (Minerva) y Maria Weiss (Palante). Rogério Gonçalves, dirección musical (Pan Classics)
- 2019 - Sebastián Durón: La guerra de los gigantes. Orquesta Barroca de Granada e Íliber Ensemble. Marta Infante (Palante), Eva Juárez (Júpiter), Aurora Peña (Minerva), Solomía Antonyak (Hércules), Pilar Alva (La Fama), Soledad Cardoso (El Tiempo), Laura Sabatel (La Inmortalidad), Olalla Alemán (El Silencio) y Luis David Barrios (Tenor). Darío Moreno, dirección musical; Darío Tamayo, dirección artística (IBS Classical)